# Metamórfosi (Laconie)
Metamórfosi, en grec moderne : Μεταμόρφωση, est un village du dème de Monemvasia, district régional de Laconie, en Grèce. 
Selon le recensement de 2011, la population du village s'élève à 559 habitants.